# Cofradía del Santísimo Rosario
La Cofradía del Santísimo Rosario es una  archicofradía, o asociación espiritual de la Iglesia católica, bajo el cuidado y la guía de los dominicos (la orden de Predicadores).  Los miembros de esta cofradía se comprometen a rezar semanalmente un rosario completo.

## Historia

Escudo de la Orden de Predicadores

No se dispone de testimonios suficientes para asegurar la existencia de ninguna Cofradía del Rosario antes del último cuarto del siglo XV. Sí existían con anterioridad cofradías o asociaciones laicales relacionadas con los dominicos, pero no hay datos de que esas asociaciones estuvieran relacionadas con el rezo del rosario. 
Las primeras cofradías relacionadas con el rezo del rosario se constituyen poco antes de 1475, merced a la predicación de Fr. Alano de la Roca. Una de las primeras cofradías fue establecida en Colonia en 1474 por Fr, Jakob ames Sprenger
El estatuto, la organización de las Cofradías y los privilegios de los cofrades fueron renovados por el papa León XIII en 1898 mediante la Constitución apostólica Ubi Primum, del 2 de octubre.

## Organización
La archicofradía , y por tanto todas y cada una de las cofradías del santo rosario a ella vinculadas, están bajo la administración de la Orden de Predicadores. Por tanto, ninguna nueva cofradía puede constituirse sin la sanción del Maestro General de la Orden (el superior general de los dominicos), que la otorga mediante la "patente de erección" para cada nueva cofradía. Ese documento incluye una cláusula concediendo a todos los  miembros que se inscriban en ella "una participación en todos los trabajos buenos qué por la gracia de Dios está actuado durante el mundo por los hermanos y hermanas dicha Orden"
En los distintos países las cofradías son administradas por el superior de la Provincial de la Orden de Predicadores en que cada una de ellas tiene su sede. Así, en la Provincia de Hispania. la cofradía tiene su sede en el Monasterio de Santo Domingo el Real, en Madrid; en los Estados Unidos, la Provincia Dominica Oriental (Provincia de San José) tiene su cofradía con sede en Columbus, Ohio; la Cofradía del Rosario de la Provincia Dominica Occidental (Provincia del Santísimo Nombre de Jesús) tiene la sede en Portland, Oregón en su Centro de Rosario. La archicofradía del Rosario es probablemente la organización de este tipo de mayor extensión dentro de la Iglesia católica.

## Beneficios y obligaciones de los cofrades
Los miembros de las Cofradías del Rosario prometen, como única obligación, el rezo de un Rosario semanal. Junto con varias indulgencias plenarias y parciales concedidas a las cofradías, sus miembros se benefician además de los incontables rosarios que los otros miembros, dispersos por todo el mundo, ofrecen por sus intenciones. Además, los miembros participan también en todas las oraciones y las buenas obras de los frailes, monjas, hermanas y laicos de la Orden de Predicadores. La Cofradía del Rosario de la "Provincia Dominicana del Santísimo Nombre de Jesús" publica Light and Life un boletín bimensual que hace llegar a sus miembros.

### Indulgencias
1. Los miembros de la Cofradía del Rosario, lucran una indulgencia plenaria, bajo las condiciones habituales
  1. El día de su ingreso. (Cuándo la solicitud de incorporarse a la cofradía es aceptada, se les envía un certificado de su afiliación,  indicando el día del ingreso)
  2. En las siguientes fiestas: Navidad, Pascua, Anunciación, Purificación de Nuestra Señora, Asunción de María a los Cielos, Nuestra Señora del Rosario, e Inmaculada Concepción.
2. Quienes cualquier día rezan el Rosario, ganan una indulgencia plenaria en las condiciones habituales, si lo rezan en una iglesia u oratorio público, en familia, en una comunidad religiosa o en una asociación piadosa. En otro caso solo lucrarán una indulgencia parcial[8]

### Obligaciones
Como requisito de afiliación, cada miembro promete rezar los quince misterios del rosario cada semana, e incluir en sus intenciones las de los demás miembros de la cofradía. esta es la única obligación que supone la afiliación en Cofradía del Rosario, y no obliga bajo pecado
El papa Juan Pablo II, en 2002 en su Carta apostólica, añadió a los quince misterios habituales, otros cinco misterios opcionales, que deniminó "Misterios Luminosos." Como estos misterios son opcionales, estrictamente no forman parte del rosario de Santo Domingo, y la Cofradía del rosario no exige que sus miembros añadan estos cinco misterios a los 15 misterios (5 gozosos, 5 dolorosos y 5 gloriosos) que se obligan a rezar.

## Actividades de la cofradía
El "Rosario Perpetuo" es una organización  para asegurar el rezo continuo del rosario durante el día y la noche, para lo que cada miembro lo reza a la hora que tiene asignada. Se trata de un desarrollo de la Cofradía del Rosario, que se inició  en el siglo XVII. 
El "Rosario Viviente" es una asociación  iniciada en 1826 por Pauline Marie Jaricot. Aunque es independiente de la cofradías del rosario, está también bajo la administración de los dominicos y coinciden parciamente en sus objetivos.  Consiste en un número de círculos de quince miembros, de modo que cada miembro del círculo se compromete a rezar un misterio cada día de la semana, de modo que así, entre todos los miembros de cada grupo, se completa diariamente los quince misterios del rosario. En el año 1877, el papa sometió todas las  Asociaciones del Rosario Viviente al Maestro General de la Orden de Predicadores; aun así recientemente el cuidado de la asociación se ha confiado a los Obispos locales.

## Las principales reglas de la Cofradías del Santo Rosario
1. Sus nombres quedan inscritos en el registro de la Cofradía y, si es posible, se confiesan, comulgan y rezan el Rosario el día de su inscripción.
2. Tiene y utiliza un rosario bendecido por un sacerdote.
3. Rezan el Rosario todos los días o al menos una vez a la semana.
4. Siempre que posible, confiesan y comulgan el primer domingo de cada mes, y participan en las  procesiones de Rosario.

Ninguna de estas reglas obliga bajo pecado.

## Santos, Beatos, Venerables y Siervos de Dios

### Santos
- San Lorenzo Ruiz, cófrade y protomártir filipino
- San Juan María Vianney, OFS.[10]

### Beatos
- Beato Alano de la Roca, fundador, fraile dominico